# 长茎鹤顶兰
长茎鹤顶兰（学名：Phaius longicruris）为兰科鹤顶兰属下的一个种。

## 扩展阅读
- 維基物種上的相關：长茎鹤顶兰